# Rifampicina
La rifampicina es un antibiótico bactericida del grupo de las rifamicinas. Es un componente semisintético derivado de  rifamycinica  (previamente conocido como Amycolatopsis mediterranei y Streptomyces mediterranei). Dentro de la literatura la rifampicina puede ser abreviada como RIF, RMP, RD, RA o R.
Las rifamicinas son antibióticos macrocíclicos caracterizados por un grupo naftohidroquinona cromóforo, separado por un largo puente alifático, con un grupo acetilo en C25.

## Mecanismo de acción
La rifampicina se une a la subunidad β de la polimerasa de ARN que depende de ADN (rpoB), para formar un complejo estable de fármaco-enzima. La unión del fármaco suprime la formación de cadenas en la síntesis de ARN.

## Actividad antibacteriana
La rifampicina inhibe el crecimiento de muchas bacterias grampositivas y otras gramnegativas como Escherichia coli, Pseudomonas, Proteus indolpositivos e indolnegativos y Klebsiella. Es un fármaco muy activo contra Staphylococcus aureus y estafilococos coagulasa-negativos. También muestra gran actividad contra Neisseria meningitidis y Haemophilus influenzae. Contra ciertas cepas de meningitis y púrpura.

## Absorción, distribución y excreción
Los alimentos disminuyen 33 % la CPmáx de la rifampicina; una comida con mucha grasa aumenta 50 % el área debajo de la curva (AUC, area under the curve) de la rifapentina. Los alimentos no tienen efecto alguno en la absorción de la rifabutina. Por eso, será mejor consumir la rifampicina con el estómago vacío.
Las rifampicinas son metabolizadas por esterasas B y colinesterasas microsómicas que separan el grupo acetilo en la posición 25 y de ello resultan 25-O-desacetil rifamicinas. La rifampicina también es metabolizada por hidrólisis hasta la forma de 3-formil rifampicina.
Penetra muy bien en muchos tejidos, pero en el SNC alcanzan sólo cerca del 5 % de las concentraciones plasmáticas, y ello tal vez se debe a la actividad de la P-gluco-proteína. Los fármacos y sus metabolitos son excretados por la bilis y eliminados por las heces; la expulsión por la orina compone sólo 33 % y menos de los metabolitos.

## Farmacocinética/farmacodinámica
La actividad bactericida de la rifampicina se optimiza siguiendo un modelo PK-PD Cmax/MIC dependiente, por lo que a una mayor dosis se obtiene un mejor efecto bactericida. En este caso, el factor tiempo de exposición al antibiótico es despreciable (rifampicina ejerce la mayoría de su efecto dentro de 10 minutos tras concentrarse en la célula)

## Indicaciones
La rifampicina está normalmente indicada en el tratamiento de las infecciones por Mycobacterium, incluyendo la tuberculosis y la lepra; juega un papel en el tratamiento de Staphylococcus aureus meticilino-resistente (MRSA) en combinación con el ácido fusídico. Se usa en la profilaxis de Neisseria meningitidis (meningitis).
Se usa también en el tratamiento de infección por Listeria, Neisseria gonorrhoeae, Haemophilus influenzae y Legionella pneumophila. la indicaciones no estandarizadas deberían ser respaldadas por un antibiograma con sensibilidad demostrada. Dado el rápido desarrollo a resistencias, la rifampicina no debería ser usada en monoterapia.
Según la OMS, la rifampicina junto con la doxiciclina es el tratamiento de elección para la brucelosis. En este caso, la rifampicina pudiera ser sustituida por estreptomicina.
Otra indicación, no antimicrobiana, de la rifampicina es para el tratamiento sintomático del prurito
La rifampicina está contraindicada en hipersensibilidad a las rifamicinas, insuficiencia renal y hepática. En mujeres embarazadas tiene efectos teratogénicos y en madres lactantes llega a aparecer en la leche.

## Contraindicaciones
Hipersensibilidad a rifamicinas, enfermedad hepática activa, insuficiencia renal grave (Clcr < 25 mL/min.). Porfiria. Concomitancia con: asociación saquinavir/ritonavir, voriconazol.

## Advertencias y precauciones
Antibiograma previo. Tomar formas orales en ayunas. Controlar función hepática en caso de alteración hepática previa o concomitancia con otros hepatotóxicos. Si presenta astenia, anorexia, náuseas, vómitos, ictericia, acuda al médico. Suspender en caso de lesión hepatocelular. Puede aparecer hiperbilirrubinemia en los primeros días de tratamiento, mayor vigilancia. Posible reacción inmunológica con tratamiento intermitente. Coloración rojiza de orina, esputo, lágrimas, heces, lentes de contacto blandas. Controlar antes del tratamiento y mínimo una vez por mes: enzimas hepáticas, bilirrubina, creatinina sérica, recuento sanguíneo y plaquetario.

## Interacciones
Precauciones: reduce la acción de: fenitoína, disopiramida, mexiletina, quinidina, propafenona, tocainida, tamoxifeno, toremifeno, beta bloqueadores, losartán, diltiazem, nifedipino, verapamilo, digoxina, warfarina, haloperidol, fluconazol, itraconazol, ketoconazol, zidovudina, saquinavir, indinavir, efavirenz, fenobarbital, tiopental, cloranfenicol, claritromicina, doxiciclina, fluorquinolonas, telitromicina, corticoides, ciclosporina, tacrolimús, sirolimús, anticonceptivos hormonales sistémicos, dapsona, quinina, sulfonilureas, tiazolidinedionas (rosiglitazona), amitriptilina, nortriptilina, diazepam, fármacos relacionados con benzodiazepinas como zopiclona y zolpidem, analgésicos opioides, clofibrato, anticonceptivos hormonales sistémicos (se recomienda sustituir por métodos no hormonales), estrógenos, estatinas metabolizadas por CYP3A4, ondansetrón, imatinib, levotiroxina, metadona, teofilina, gestrinona, prazicuantel, riluzol e irinotecán. Se recomienda ajustar dosis.
Disminución mutua de concentración plasmática con: ketoconazol.
Disminuye concentración de: metabolito activo de enalapril.
Concentración aumentada por: atovacuona.
Nivel plasmático disminuido por: ácido paraaminosalicílico o PAS (espaciar 8 h).
Absorción disminuida por: antiácidos (administrar rifampicina mínimo 1 hora antes).
Hepatotoxicidad con: halotano (evitar concomitancia), isoniacida (vigilar función hepática).
Perjudica excreción de: métodos de contraste biliares.